# 阿尔佩拉
阿尔佩拉，是西班牙卡斯蒂利亚-拉曼恰自治区阿尔瓦塞特省的一个市镇。总面积179km², 总人口2383人（2001年），人口密度13人/km²。